# 阿姆斯特丹奧林匹克體育場
阿姆斯特丹奧林匹克體育場（Olympisch Stadion），是1928年阿姆斯特丹奧運主場館，由約翰·維路斯所設計，並獲得大會藝術項目建築類第一名的奧林匹克運動場。
此運動場首次採用400米紅磚粉跑道，而受到國際的肯定。場內跑道長400米，外圍為8米寬、500米長的自由車賽道，此屆奧運後，這種混合性競技場便不再被使用了，現在場中央為足球場。直線跑道的盡頭是中央看臺，台下有馬拉松門，門外還設了一座馬拉松火炬塔，塔上在整個會期中都燃起熊熊的奧運聖火，這也是奧運聖火台首次出現在世人眼前。台下並有選手賽前準備室、餐廳和醫療室等。且此運動場出入口設計成隧道樣式，在當時可說是個創舉。

## 參見

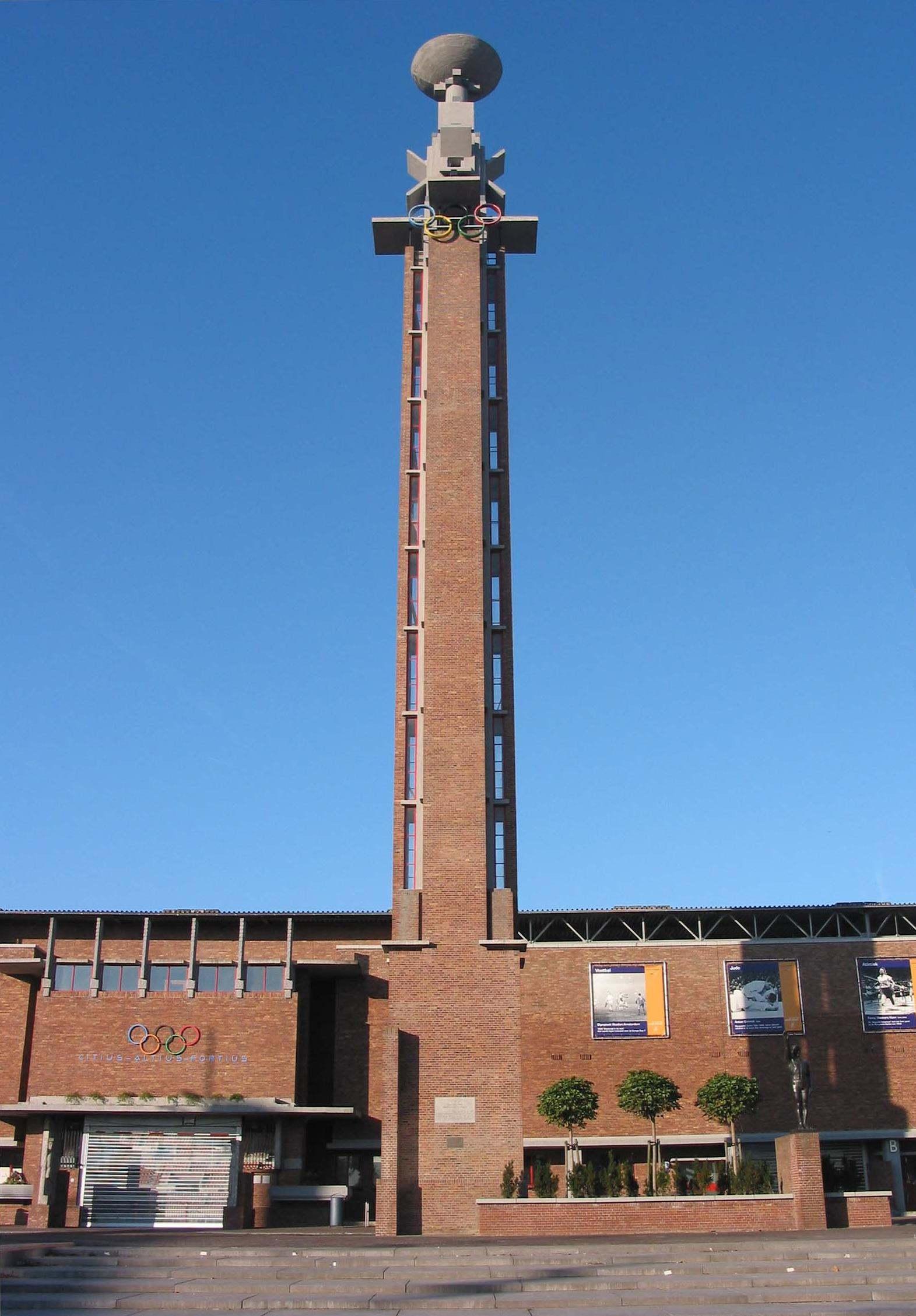
奧運聖火台